# 窺器

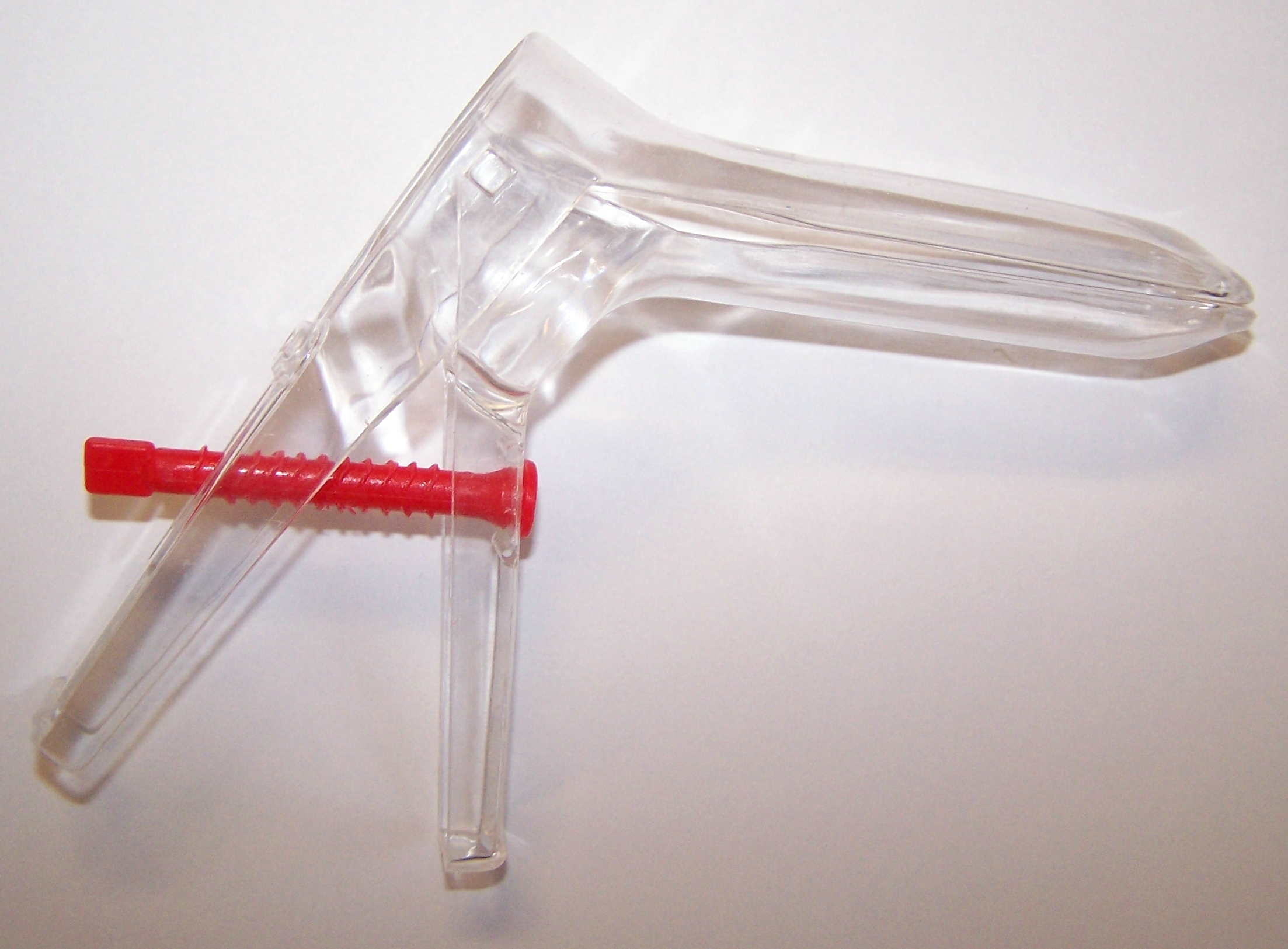
婦科檢查中所用的拋棄式雙瓣塑膠陰道窺器

窺器（speculum）也稱為診查器、開張器，是用來診查身體孔口（如陰道、肛門、鼻孔、耳道、口腔）的醫療器材，會針對不同的身體孔口設計不同的外形。其中用于检查阴道的器具称为窥阴器，因其形状类似于鸭的嘴，故又称鸭嘴器，并在色情影片中也有作为道具应用。窺器的使用目的類似內視鏡，是为了看到孔口內部的情形。不過內視鏡是透過光纖傳遞影像，而窺器的目的是可以直接看到內部的情形。
有些窺器可以使身體孔口的通道維持直線，方便直視到內部。而有些窺器可以擴大身體的孔口，方便檢查。

## 歷史

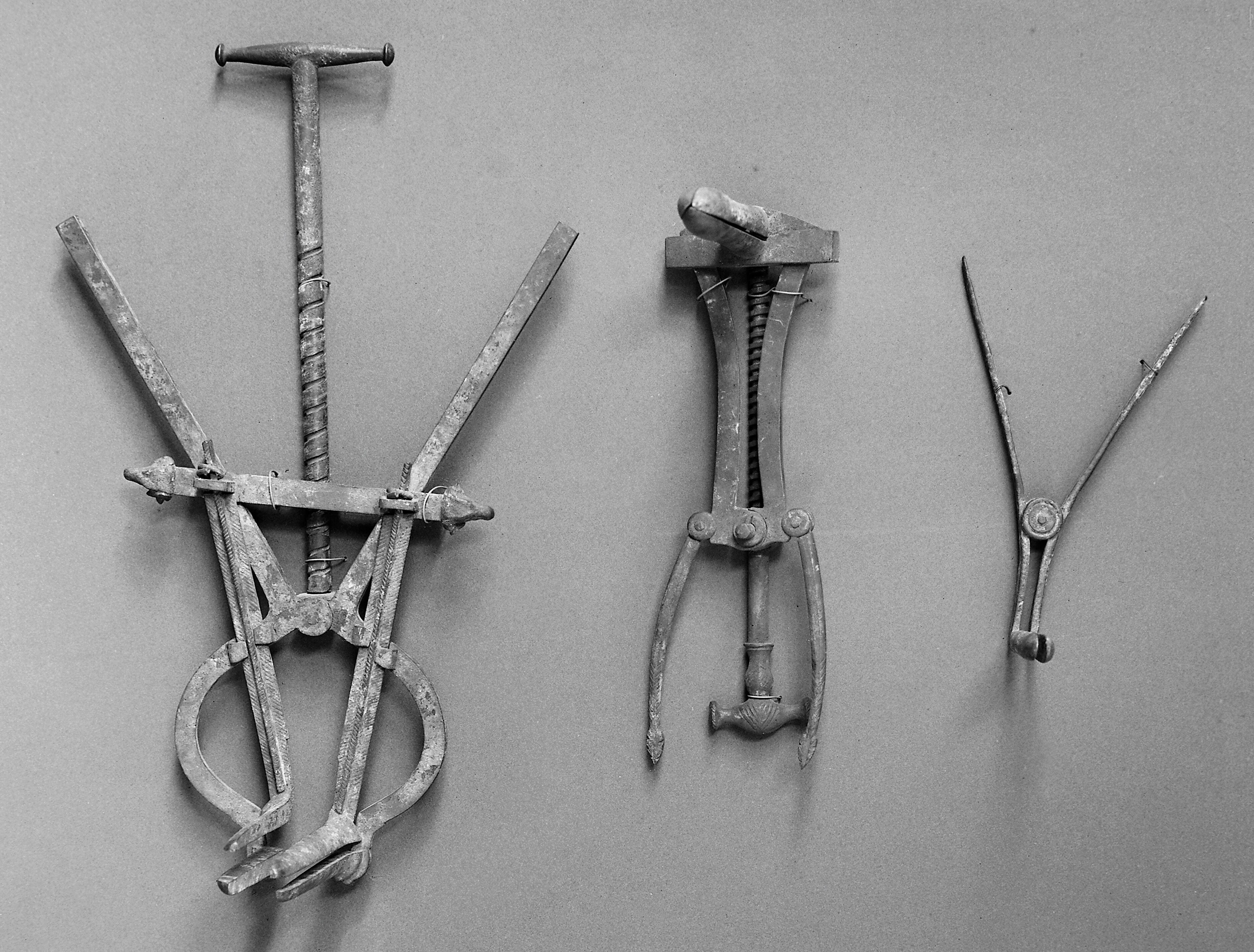
古羅馬的三種窺器

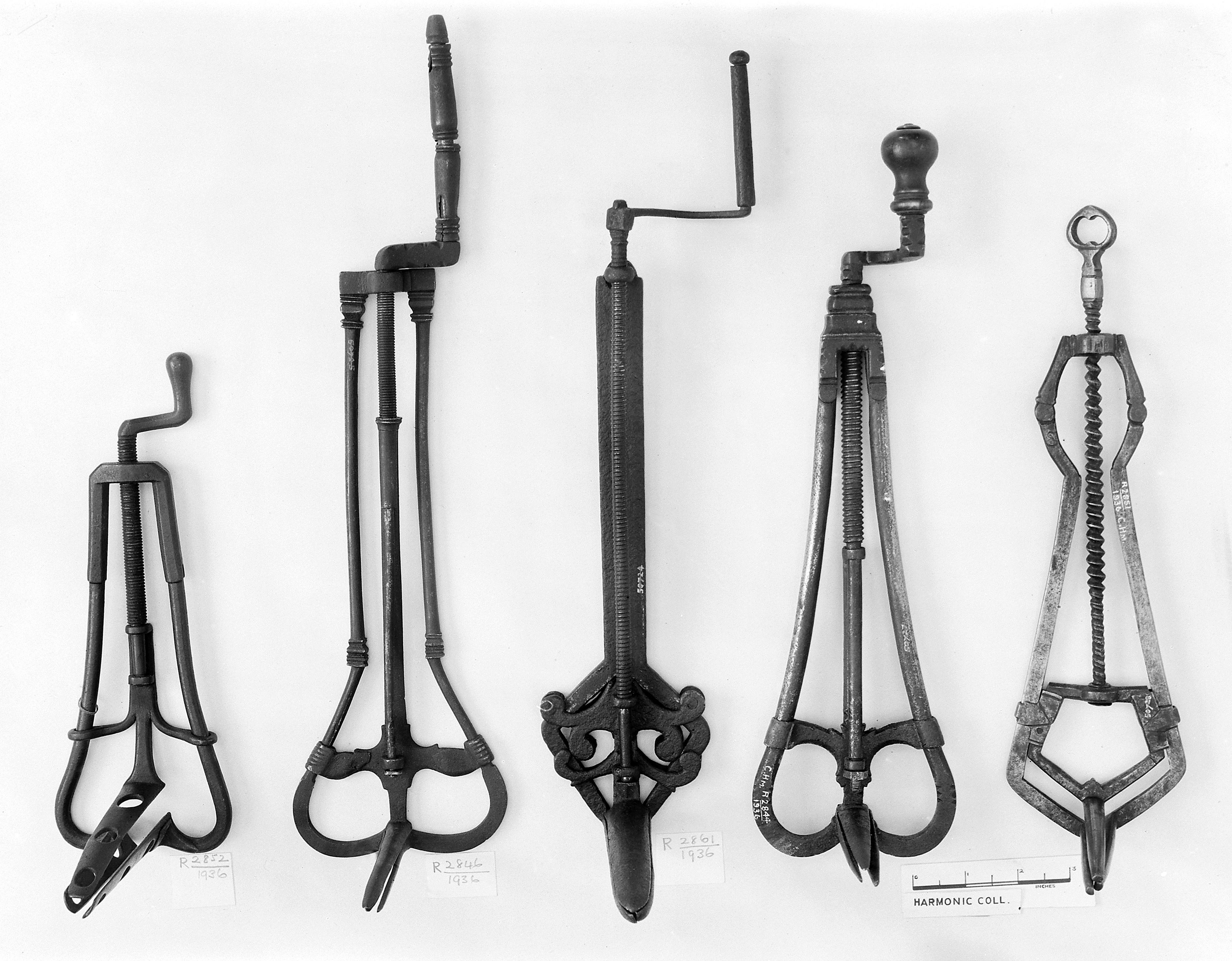
14世紀、15世紀及16世紀的窺器

在古希臘和古羅馬時期就已開始使用陰道以及肛門的窺器，在庞贝也有發現窺器。現代的阴道窺器是由J·馬里恩·西姆斯所開發，包括一個空的圓柱，一端有可分成兩半的圓形開口，類似鸭嘴。在檢查時會用阴道窺器使陰道擴張，以檢查陰道以及子宮頸的情形。
現代阴道窺器的發明者J·馬里恩·西姆斯是美國賓夕法尼亞州的醫生。他在1845年到1849年在沒有麻醉的情形下，至少為12名女奴進行了手術。在這些手術中，他開發了治療瘻管的方法，也發明了鸭嘴窺器。他所做的手術以及發明現代的陰道窺器，讓一些人稱J·馬里恩·西姆斯為「現代婦科之父」。
在1860年代時，阴道窺器已整合到英國的刑事調查中。依照英國的傳染病防治法（Contagious Disease Act），被判賣淫罪的婦女要強制接受子宮頸檢查。在19世紀時，阴道窺器成為婦女和其婦產科醫生之間脆弱關係的象徵。在就診時一般會避免使用阴道窺器，大部份的陰部疾病會以症狀以及觸診腹部來診斷的。一直到1910年代為止，醫生都還認為阴道窺器不如「有教養的碰觸」。
一直到二十世紀，阴道窺器已成為婦科實務上常見的工具，都還是有這類的疑慮。護理師常會扮演重要角色，確保在醫療檢查過程中適當的使用阴道窺器。1946年和1956年版，針對婦科護理師的教科書要求護理師在檢查時必須在場，以保護醫師和患者「免受黑函勒索」。
截至2015年，85%的婦產科醫師是女性，因著這樣的轉變，阴道窺器在就診時的使用情形也隨之改變。